# Peleș (navă)
Peleș a fost o navă românească. Inițial s-a numit Adolf von Baiern și a fost sub pavilion german, fiind lansată în 1923. Avea o capacitate de 5708 tone.

## Istoric
Peleș a intrat în dotarea Serviciului Maritim Român la data de 3 martie 1933, făcând parte dintr-un lot de 4 nave de transport achiziționate de la șantierul naval Marinerwerft, Wilhemshaven, Germania: Ardeal (1 iulie 1932), Peleș, Alba Iulia (20 martie 1933) și Suceava (7 aprilie 1933). Navele au deservit rutele Constanța-porturile din Orientul Apropiat și Orientul Mijlociu și Galați-Constanța-porturile din Occident.

## Scufundarea
La data de 14 august 1941, convoiul format din navele de transport Peleș, Superga și Suceava se afla în drum spre Bosfor, fiind escortat de două distrugătoare bulgare. La ora 19:50 este interceptat de submarinul sovietic ShCh-211 sub comanda locotenentului A.D. Devyatko, care de la o distanță de 500 de metri trage două torpile asupra  navei Peleș, în zona de balast. Nava s-a scufundat rapid, în mai puțin de două ore. Celelalte nave din escortă au reușit să salveze cea mai mare parte a echipajului, iar puțin mai târziu, un hidroavion german salvează încă un membru. Este ucis un singur marinar.
Potrivit surselor, coordonatele locului de scufundare sunt 42°46'N / 27°59'E, la adâncimea de 30 metri, aproape de localitatea Obzor, Bulgaria.